# Lancia Tipo 55 Corsa
Lancia Tipo 55 Corsa – samochód osobowy produkowany przez włoskie przedsiębiorstwo motoryzacyjne Lancia w roku 1908.

## Dane techniczne Lancia Tipo 55 Corsa

### Silnik
- S4 3456 cm³[1]
- Układ zasilania: b.d.
- Średnica cylindra × skok tłoka: b.d.
- Stopień sprężania: b.d.
- Moc maksymalna: 68 KM (110 kW)[1]
- Maksymalny moment obrotowy: b.d.

### Osiągi
- Przyspieszenie 0–80 km/h: b.d.
- Przyspieszenie 0–100 km/h: b.d.
- Prędkość maksymalna: 110 km/h[1]